# Bayside (Wisconsin)
Bayside és una població dels Estats Units a l'estat de Wisconsin. Segons el cens del 2000 tenia 4.518 habitants.

## Demografia
Segons el cens del 2000, Bayside tenia 4.518 habitants, 1.769 habitatges i 1.326 famílies. La densitat de població era de 732,9 habitants per km².
Dels 1.769 habitatges, en un 31,5% hi vivien nens de menys de 18 anys, en un 67,3% hi vivien parelles casades, en un 5,4% dones solteres, i en un 25% no eren unitats familiars. En el 22,8% dels habitatges hi vivien persones soles, el 10,5% de les quals corresponia a persones de 65 anys o més. El nombre mitjà de persones vivint en cada habitatge era de 2,46 i el nombre mitjà de persones que vivien en cada família era de 2,89.
Per edats, la població es repartia de la següent manera: un 23,2% tenia menys de 18 anys, un 3,9% entre 18 i 24, un 20% entre 25 i 44, un 32,2% de 45 a 60, i un 20,6% 65 anys o més.
L'edat mediana era de 46 anys. Per cada 100 dones de 18 o més anys hi havia 88,4 homes.
La renda mediana per habitatge era de 88.982 $ i la renda mediana per família de 104.771 $. Els homes tenien una renda mediana de 74.722 $ mentre que les dones 41.935 $. La renda per capita de la població era de 49.357 $. Aproximadament el 3% de les famílies i el 2,9% de la població estaven per sota del llindar de pobresa.

## Poblacions més properes
El següent diagrama mostra les poblacions més properes.